# Soixante-neuf

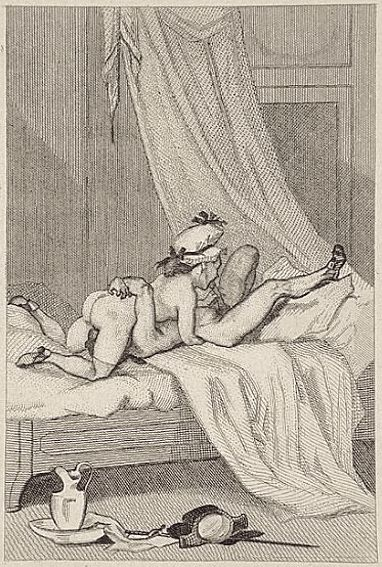
Standje 69. Gravure van Félicien Rops, Le Diable au Corps, 1865

Soixante-neuf (van het Franse → negenenzestig), 69, of ook wel standje 69 genoemd, is een seksuele positie, waarbij de houding van de partners gelijkenis vertoont met de cijfers in het getal 69: een van de twee partners ligt op de rug, de ander kiest positie boven de partner, maar 180° gedraaid, zodat beiden elkaar oraal kunnen bevredigen. Het is ook mogelijk om dit standje liggend op de zij te doen. De orale stimulatie van de penis heet fellatio (pijpen), de orale stimulering van de vrouwelijke geslachtsorganen (vulva) heet cunnilingus (beffen). Ook twee mannen of twee vrouwen kunnen op deze manier seks bedrijven.
Het voordeel van deze positie is dat beide partners gelijktijdig oraal bevredigd kunnen worden. De positie is bovendien niet uitzonderlijk inspannend en kan dus ook langdurig worden uitgevoerd, bij wijze van voorspel, of leidend tot een orgasme. Niettemin vinden sommigen het niet eenvoudig om zelf bevredigd te worden en zichzelf te moeten concentreren op het bevredigen van de ander. Partners die moeilijk tot een orgasme komen zullen in de regel op deze wijze dan ook zeker niet gemakkelijker tot een hoogtepunt komen dan in een andere seksuele positie.

## Trivia
- De positie komt ook al voor in de Kamasutra, het Indiase leerboek over de liefde.
- Hoewel bijvoorbeeld in het Duits de benaming neunundsechzig wel is ingeburgerd, is in het Nederlands het Franse soixante-neuf altijd het meest gangbaar gebleven. Sterker nog: in het boek Ik, Jan Cremer vraagt de auteur zich in Frankrijk af: "Wat is soixante-neuf in het Frans?"
- In het Engelse taalgebied wordt voor dezelfde seksuele positie ook wel de afkorting L7 (L Seven) gebruikt, al is ook daar de gangbare aanduiding 69.